# Strand-Birkenmaus
Die Strand-Birkenmaus (Sicista strandi) ist ein Nagetier in der Gattung der Birkenmäuse, das im östlichen Europa vorkommt. Sie gilt als Schwesterart der Waldbirkenmaus (Sicista betulina). Die Art ist nach dem norwegischen Zoologen Embrik Strand benannt.

## Merkmale
Die Art erreicht eine Kopfrumpflänge von 6,6 bis 7,7 cm, eine Schwanzlänge von 8,5 bis 10,1 cm sowie ein Gewicht von 9,5 bis 13,2 g. Die Hinterfüße sind 1,6 bis 1,9 cm lang und die Länge der Ohren beträgt 0,9 bis 1,4 cm. Bei Exemplaren des Flachlandes hat das Fell der Oberseite eine braune Grundfarbe mit gelblichen Schattierungen, während Individuen im Gebirge oberseits eher rotbraun sind. In diese Grundfarbe sind einzelne durchgängig schwarze Haare eingemischt und wie bei der Waldbirkenmaus kommt ein schwarzer Aalstrich vor. Das Fell der Unterseite ist weiß, gelegentlich mit gelben oder roten Farbtönen. Weiterhin ist der Schwanz deutlich in eine braune Oberseite sowie eine weiße Unterseite aufgeteilt. Unterschiede zur Waldbirkenmaus bestehen im Chromosomensatz (2n = 44 anstelle 2n =32) sowie im Aufbau des Penisknochens.

## Verbreitung
Diese Birkenmaus kommt in den nördlichen Ausläufern des Kaukasus und im angrenzenden Flachland vor. Sie erreicht im Norden die Oblast Kursk, im Osten die Wolga und im Westen vermutlich den Dnepr.  Die Strand-Birkenmaus bewohnt Waldlichtungen und Bergwiesen bis 2100 Meter Höhe sowie Steppen und Waldsteppen im Flachland.

## Lebensweise
Populationen im Flachland halten von Oktober bis April Winterschlaf, während Exemplare im Kaukasus etwas länger ruhen. Kurz nach dem Aufwachen erfolgt die Paarung, auf die nach der Trächtigkeit die Geburt eines Wurfes mit 3 bis 5 Nachkommen folgt. Erwachsene Exemplare leben ansonsten einzelgängerisch. Die Nahrung besteht aus Beeren, Samen sowie jungen Pflanzentrieben, die mit Insekten komplettiert werden.

## Status
Fortschreitende Urbanisierung kann in Zukunft das Verbreitungsgebiet Fragmentieren und den Bestand negativ beeinflussen. Steppenbrände scheint die Strand-Birkenmaus gut zu verkraften. Sie wird von der IUCN als nicht gefährdet (Least Concern) gelistet.